# Ибунджи
Ибунджи (фр. Iboundji) — населённый пункт в Габоне, административный центр департамента Оффуе-Оное в провинции Огове-Лоло.

## Географическое положение
Расположен на востоке страны примерно в 510 километрах к юго-востоку от столицы страны Либревиля.

## Население
| Динамика численности населения: | Динамика численности населения: |
| 2003                            | 2013                            |
| ------------------------------- | ------------------------------- |
| 1432                            | ↗1767                           |